# Матюшенко Панас Миколайович
Пана́с Микола́йович Матюше́нко (нар. 2 (14) травня 1879, с. Деркачі, Харківська губернія, Російська імперія — пом. 20 жовтня (2 листопада) 1907, Севастополь, Таврійська губернія, Російська імперія) — український громадський і політичний діяч, унтер-офіцер Чорноморського флоту, керівник повстання на панцернику «Потьомкін».

## Життєпис

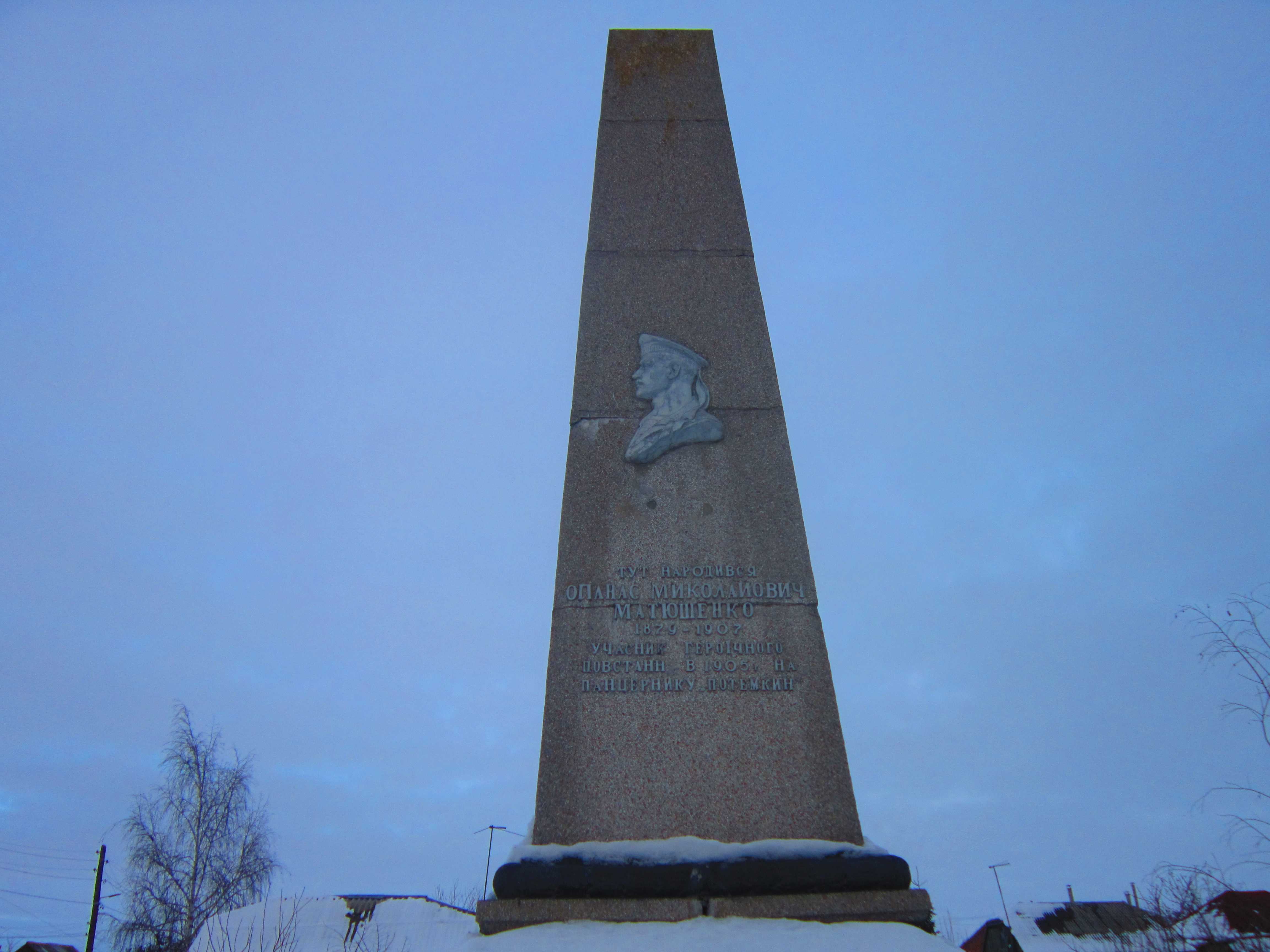
Пам'ятник Опанасу Матюшенко у Дергачах

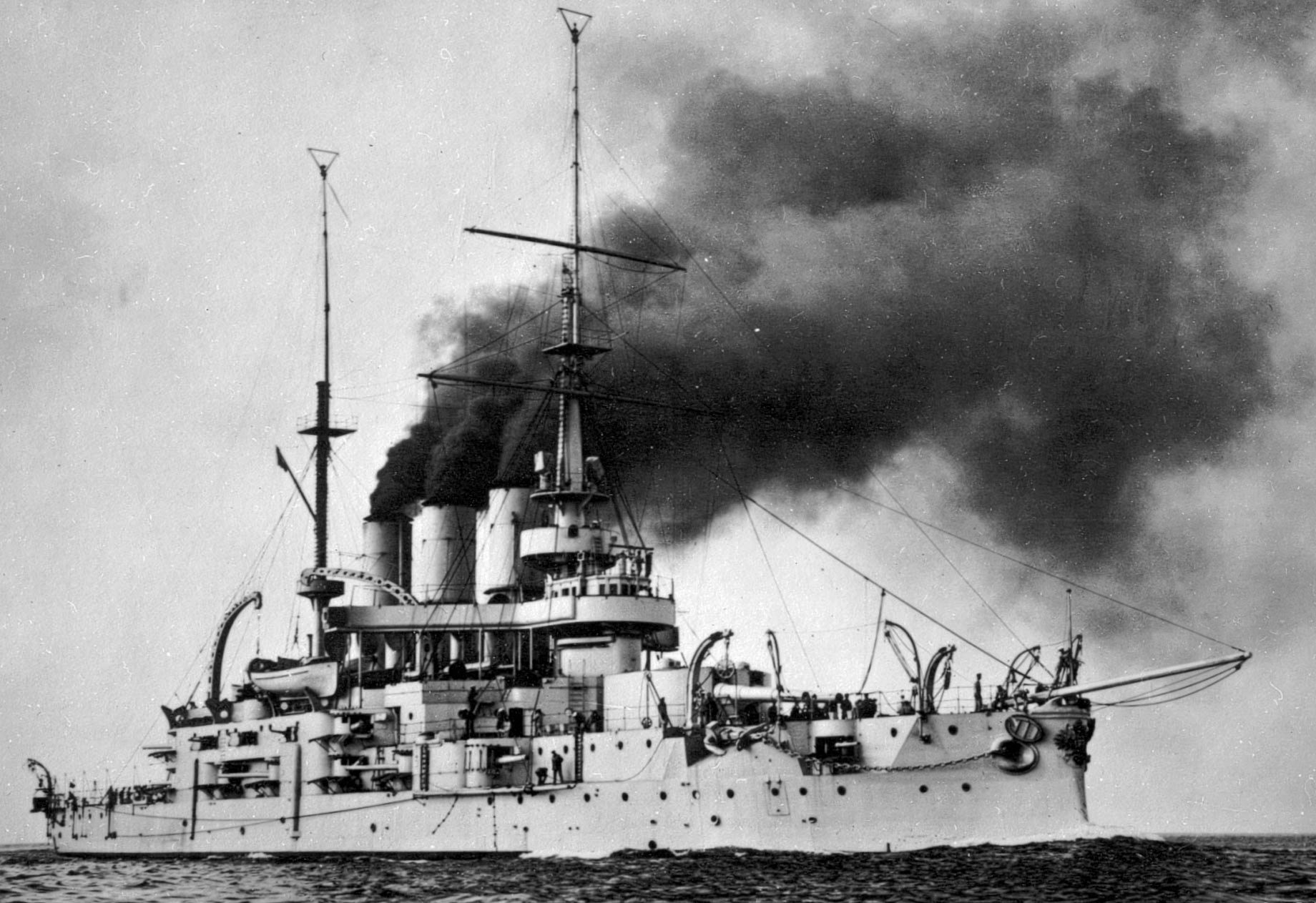
Ескадрений броненосець Пантелеймон (колишній Князь Потьомкін Таврійський)

Панас Миколайович Матюшенко народився в селі Деркачі (нині — районний центр Харківської області), в родині шевця.
Закінчив церковно-парафіяльну школу.
Брав активну участь в українському національно-культурному та політичному русі. З дитинства дружив зі своїм видатним односельцем — письменником і вченим Гнатом Хоткевичем. Входив до «Харківської Української студентської громади», де познайомився з Олександром Коваленком.
Рано пішов з дому на заробітки, працював мастильником у Харківському паровозному депо, згодом в Одесі — портовим вантажником, кочегаром та помічником машиніста на судні Добровільного флоту.
У листопаді 1900 року призваний на флот і зарахований до 36 флотського екіпажу, що був створений для комплектування команди нового панцерника Чорноморського флоту — «Князь Потьомкін-Таврійський». Направлений в Школу мінних машиністів у Кронштадті, потім продовжив службу на навчальному судні Чорноморського флоту «Березань», де командиром тоді був капітан І-го рангу Є. М. Голиков і з яким доля знову зведе його на панцернику. По закінченні школи, в жовтні 1902 року був призначений мінним машиністом панцерника «Потьомкін». 1 січня 1905 року одержав звання мінно-машинного квартирмейстера І статті.

### Повстання на панцернику
27 (14) червня 1905 року на панцернику, з фрази, вимовленої Григорієм Вакуленчуком українською мовою: «Та доки ж ми будемо рабами!», почалось повстання. Після того, як на самому початку повстання на «Потьомкіні» Григорій Вакуленчук був смертельно поранений, повстання очолив унтер-офіцер Панас Матюшенко.
За свідченням очевидців, весь час 11-денної одіссеї «Потьомкіна», Матюшенко виділявся своєю рішучістю та енергією. Він до останнього дня вів агітацію серед матросів за продовження боротьби «повсталих поневолених народів Росії», що свідчить про національно-визвольну спрямованість повстання на панцирнику. Панас Матюшенко навіть своє звернення «До гнобителів народу» розпочав дещо перефразованими Шевченковими словами: «Схаменіться, будьте люде!».
20 червня (3 липня) 1905 року суднова комісія під керівництвом Матюшенка передала іноземним консулам в Констанці (Румунія) відозви: «До всього цивілізованого світу» та «До всіх європейських держав», в яких роз'яснила мету своєї боротьби.
Після кількох переходів Одеса-Констанца-Феодосія в пошуках води, вугілля та продовольства, не отримавши бажаного, революційний «Потьомкін» змушений був 25 червня (8 липня) 1905 року здатися румунській владі у Констанці. Повстала команда зійшла на берег і попросила політичного притулку. Царський уряд вимагав видати їх як кримінальних злочинців, але Румунія відмовила.

### В еміграції

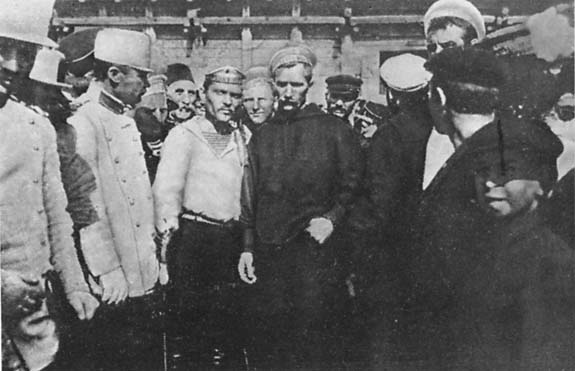
Панас Матюшенко в Констанці, бл. 1905 р.

Після здачі «Потьомкіна» румунській владі протягом року жив у Бухаресті, написав спогади про події на «Потьомкіні» — «Матроси Чорного моря». Звідти переїхав до Швейцарії, а згодом до США, де працював на заводі Зінгера. Через 8 місяців поїхав до Парижа, звідки змушений був тікати до Швейцарії через переслідування поліції.

### Повернення
У червні 1907 року, всупереч умовлянням свого друга Гната Хоткевича, він нелегально повернувся до Російської імперії. Царська варта вистежила його в Миколаєві. На спеціально надісланому міноносці під посиленою охороною (7 офіцерів і 60 матросів) у кайданах його перевезли до Севастополя.

### Страта
17 жовтня 1907 року відбувся суд. Приміщення було оточене конвоєм зі ста осіб. Матюшенко відмовився від захисників і всю провину за повстання взяв на себе, жодного прізвища товаришів не назвав. Вирок суду — страта через повішення. Прохання про помилування Матюшенко подати відмовився. Вирок був виконаний зранку 20 жовтня 1907 року у дворі Севастопольської тюрми.

## Погляди
Політичні погляди Матюшенка не мали певного характеру. За одними даними, на початку повстання він був близький до соціал-демократів, за іншими — був революційно настроєним матросом анархістсько-есерівського спрямування. Департамент поліції і командування Чорноморського флоту вважали його есером. У серпні 1905 р. Матюшенко вів у Женеві переговори з Георгієм Гапоном про спільні дії по боротьбі з самодержавством. Літератор В. О. Поссе, який брав участь у цих переговорах, залишив таку характеристику політичних поглядів Матюшенка:
|  | Матюшенко… в теорію не вдавався. А практика зводилася у нього до знищення — саме до знищення, а не усунення — всіх начальників, всіх панів, і перш за все офіцерів. Народ ділився для нього на панів і підлеглих. Примирити інтереси тих і других неможливо. В армії і флоті панами є офіцери, підлеглими — нижні чини. Визволитися нижні чини можуть лише тоді, коли офіцери будуть «просто» знищені. Сам він під час бунту на «Потьомкіні» власноруч вбив двох або трьох своїх начальників. І йому здавалося, що суть революції в подібних вбивствах. У цьому дусі він писав кровожерливі прокламації до матросів і солдатів, закликаючи їх до вбивства офіцерів. Він думав, що при такій програмі легко залучити на бік революції всіх матросів і більшість солдатів. Козакам він не довіряв, вважаючи їх «продажними шкурами»… |

## Вшанування пам'яті
На батьківщині Матюшенка в Дергачах є будинок-музей і пам'ятник герою. 26 червня 1955 на відзначення 50-річчя повстання іменем Матюшенка була названа одна з вулиць та район Севастополя .З 1945 р. по 1992 його прізвище мала нинішня вулиця Коциловського у Львові. Також ім'я Матюшенка носять гора і бухта на Північній стороні Севастополя.